# Ljut
Ljut falu Horvátországban Split-Dalmácia megyében. Közigazgatásilag Triljhez tartozik. 

## Fekvése
Splittől légvonalban 37, közúton 63 km-re északkeletre, Sinjtől légvonalban 19, közúton 34 km-re délkeletre, községközpontjától 22 km-re keletre a dalmát Zagora területén, a Kamešnica-hegység karsztos lejtőjén, a bosnyák határ közelében fekszik. 

## Története
A Ljut környékén magasan fekvő hegyvidéki területen már az ókorban letelepedtek az illír pásztorok. Az illírek egyik ősi várának maradványai ma is látszanak a szomszédos Voštane felett. A vidék a középkorban is lakott maradt, erről mesélnek a voštanei középkori sírkövek. A török 1513 körül szállta meg e területet. Az 1699-es karlócai béke török kézen hagyta. Végleges felszabadulása csak az újabb velencei-török háborút lezáró pozsareváci békét követően 1718-ban történt meg, mely az új határt a Kamešnica-hegységnél húzta meg. A Kamešnica környéki falvakat a velencei uralom első éveiben telepítették be Hercegovinából érkezett keresztény lakossággal. A velencei uralomnak 1797-ben vége szakadt és osztrák csapatok vonultak be Dalmáciába. 1806-ban az osztrákokat legyőző franciák uralma alá került, de Napóleon lipcsei veresége után 1813-ban újra az osztrákoké lett. 1849-ben érseki rendelettel megalapították a vodšanei plébániát, melyhez a szomszédos Rožét és a mai Ljut területét is hozzá csatolták. A 19. században Voštanén fel is épült a plébániaház. A településnek 1880-ban 11, 1910-ben 251 lakosa volt. 1918-ban az új szerb-horvát-szlovén állam, majd később Jugoszlávia része lett. A háború után a szocialista Jugoszláviához került. Az 1960-as évektől lakossága tömegesen vándorolt ki, a megmaradt idős emberek pedig idővel kihaltak. 1991 óta a független Horvátországhoz tartozik. 2011-ben a településnek mindössze 5 állandó lakosa volt.

## Lakosság
| Lakosság változása | Lakosság változása | Lakosság változása | Lakosság változása | Lakosság változása | Lakosság változása | Lakosság változása | Lakosság változása | Lakosság változása | Lakosság változása | Lakosság változása | Lakosság változása | Lakosság változása | Lakosság változása | Lakosság változása | Lakosság változása |
| ------------------ | ------------------ | ------------------ | ------------------ | ------------------ | ------------------ | ------------------ | ------------------ | ------------------ | ------------------ | ------------------ | ------------------ | ------------------ | ------------------ | ------------------ | ------------------ |
| 1857               | 1869               | 1880               | 1890               | 1900               | 1910               | 1921               | 1931               | 1948               | 1953               | 1961               | 1971               | 1981               | 1991               | 2001               | 2011               |
| 0                  | 0                  | 11                 | 46                 | 82                 | 251                | 0                  | 0                  | 145                | 192                | 212                | 168                | 33                 | 25                 | 10                 | 5                  |

(1857-ben, 1869-ben, 1921-ben és 1931-ben lakosságát Voštanéhoz számították.)